# Червоноклопові
Червоноклопові (Pyrrhocoridae) — родина клопів (Heteroptera). Налічує понад 300 видів. Поширена по всьому світі, але найбільша кількість видів зосереджена в тропічних і субтропічних областях.

## Опис
Це середні або великі комахи, у деяких видів тіло досягає 3 см завдовжки. Загальними характеристиками є яйцеподібно-довгастий профіль тіла та ліврея, прикрашена апосематичними кольорами, з малюнками в контрастних кольорах між червоним, жовтим, чорним і білим.
Голова відносно невелика, трикутної форми, має 4-членикові вусики. Рострум особливо довгий і часто досягає основи черевця.
Переднеспинка має трапецієподібну форму, розширена і сплощена по краях, мезощиток трикутної форми. Переднеспинка і щиток іноді виділені апосематичними орнаментами. Існують також короткокрилі форми, часто співіснуючі зі звичайними особинами в одного виду.

## Спосіб життя
Більшість видів живляться насінням або плодами, але деякі харчуються гнилими рослинними рештками або мертвими тваринами. Деякі види є хижими.

## Роди
Роди:
- Abulfeda
- Aderrhis
- Aeschines
- Antilochus
- Armatillus
- Callibaphus
- Courtesius
- Cenaeus
- Delecampius
- Dermatinus
- Dindymus
- Dynamenais
- Dysdercus
- Ectatops
- Euscopus[3]
- Froeschnerocoris[4]
- Gromierus
- Indra
- Jourdainana
- Leptophthalmus
- Melamphaus
- Myrmoplasta
- Neodindymus
- Neoindra
- Probergrothius
- Pyrrhocoris
- Pyrrhopeplus
- Raxa
- Roscius
- Saldoides
- Scantius
- Schmitziana
- Sericocoris
- Siango
- Sicnatus
- Stictaulax
- Syncrotus